# Processing
Processing（プロセシング）は、ケイシー・リース（Casey Reas）とベンジャミン・フライ（Benjamin Fry）によるオープンソースプロジェクトであり、かつてはMITメディアラボで開発されていた。電子アートとビジュアルデザインのためのプログラミング言語であり、統合開発環境（IDE）である。アーティストによるコンテンツ制作作業のために、詳細な設定を行う関数を排除している。
視覚的なフィードバックが即座に得られるため、初心者がプログラミングを学習するのに適しており、電子スケッチブックの基盤としても利用できる。Java を単純化し、グラフィック機能に特化した言語といえる。

## 機能
Processing にはsketchbook（）と呼ばれる必要最小限のIDEが含まれている。
Processing でのプログラミングでは、全ての定義されたクラスは Java の内部クラスのコードとして扱われ、コンパイルされる。すなわち、クラス内の静的変数や静的メソッドは通常禁じられており、それらを使うにはユーザーが明示的に純粋Javaモードを指定しなければならない。

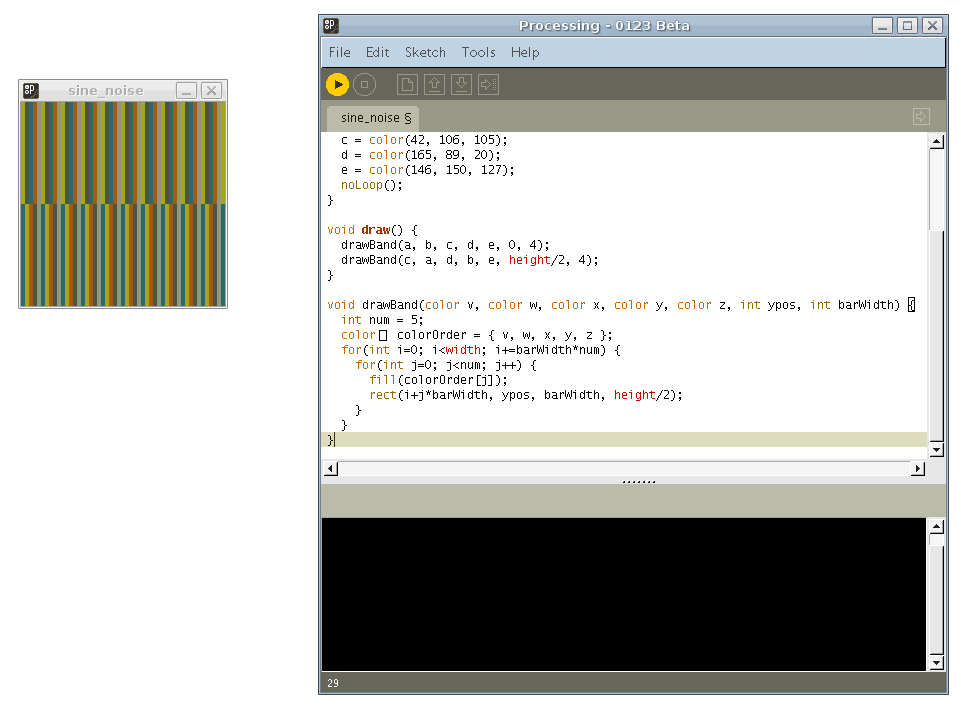
Processing のIDE

GPUドライバが提供するAPIが簡略化されてProcessingのAPIとして提供されているため、高度な表現を行う場合には不便に感じやすい。例えば、OpenGLで標準的にサポートされている環境マッピングが、APIとして提供されていないため、独自に実装する必要がある等である。
作成したプログラムをアプリケーションとしてエクスポートすることができる。また、processing.jsの機能を用いればネット上でコードの実行結果が見られる。

## プログラム例

### Hello World
```
println
(
"Hello World!"
);

```

上記も正しいプログラムだが、次のようなコードの方がProcessingの雰囲気をよく表している。
```
text
(
"Hello World!"
,
 
20
,
50
);

```

### 図形を描く
```
rect
(
20
,
 
20
,
 
100
,
 
80
);
//四角形

ellipse
(
140
,
 
140
,
 
40
,
 
50
);
//楕円

```

### 日本地図の塗り分け
ウィキメディアのSVG形式の日本地図の白地図を読み込み、Prefecturesという配列に記述された番号の県のみ塗り分けるプログラム。英語版の例のように地図データが各県ごとにnameを持っていれば県名で指定することも可能である。
```
PShape
 
japan
;

float
 
map_scale
=
0.25
;

int
 
square_len
=
512
;

int
 
[]
 
Prefectures
=
{
2
,
3
,
5
,
7
,
11
,
13
,
17
,
19
,
23
,
29
,
31
,
37
,
41
,
43
};
  
// Prime numbers

void
 
setup
()
 
{

  
japan
=
loadShape
(
"https://upload.wikimedia.org/wikipedia/commons/5/56/Blank_map_of_Japan.svg"
);

  
size
(
square_len
,
square_len
);

  
smooth
();

  
noLoop
();

}

void
 
draw
()
 
{

  
background
(
color
(
0
,
 
0
,
 
255
));
  
// blue

  
japan
.
disableStyle
();

  
japan
.
getChild
(
"ground"
).
getChild
(
0
).
scale
(
map_scale
);

  
fill
(
color
(
255
,
 
255
,
 
0
));
  
// yellow

  
shape
(
japan
.
getChild
(
"ground"
).
getChild
(
0
),
 
square_len
 
*
 
map_scale
,
 
square_len
 
*
 
map_scale
);

  
prefecturesColoring
(
japan
 
,
Prefectures
 
,
 
color
(
255
,
 
0
,
 
255
),
 
map_scale
);
  
// magenta

  
saveFrame
(
"map output.png"
);

}

void
 
prefecturesColoring
(
PShape
 
nation
,
 
int
[]
 
prefectures
,
 
int
 
c
,
 
float
 
n
){

  
for
 
(
int
 
i
=
0
;
 
i
 
<
 
prefectures
.
length
;
 
i
++
)
 
{

    
PShape
 
prefecture
=
nation
.
getChild
(
"ground"
).
getChild
(
0
).
getChild
(
prefectures
[
i
]
);

    
prefecture
.
disableStyle
();
  
// Disable the colors found in the SVG file

    
prefecture
.
scale
(
n
);

    
fill
(
c
);
  
// Set our own coloring

    
noStroke
();

    
shape
(
prefecture
,
 
square_len
 
*
 
map_scale
,
 
square_len
 
*
 
map_scale
);
  
// Draw a single prefecture

  
}

}

```

## 関連プロジェクト
Processing から派生したプロジェクトとしてWiring（）があり、Processing の統合開発環境に単純化したC言語を組み合わせて、アーティストがマイクロコントローラをプログラムできるようにするものである。Wiring を使ったハードウェアプロジェクトとして Arduino がある。また、フランシス・リのMobile Processing（）は、Processing を使って書かれたソフトウェアを Java を内蔵した携帯機器上で実行させるプロジェクトである。

## 受賞
2005年、リースとフライは Processing に関する業績により、アルス・エレクトロニカのゴールデン・ニカ賞（ネットビジョン部門）を受賞した。

## ライセンス
統合開発環境は GPL の条件で公開されている。
アプリケーションやアプレットに含まれるライブラリコードは LGPL の条件で提供、開発したプログラムは任意のライセンスで活用可能である。

## 名前
もともとリースとフライは processing.org が取得されていたため proce55ing.org というドメインを用いたが、しばらくして processing.org を取得した。proce55ing.org から取られた p5 という略称は、名前が変わったにもかかわらずときおり用いられる。

## バージョン
- 2008年11月24日：初のリリースバージョンである1.0がリリース。
- 2013年6月：2.0がリリース。
- 2015年9月：3.0がリリース。
- 2022年8月：4.0がリリース。